# Nectriella minuta
Nectriella minuta är en svampart som beskrevs av Lowen 1999. Nectriella minuta ingår i släktet Nectriella och familjen Bionectriaceae.   Inga underarter finns listade i Catalogue of Life.